# Clavatula perronii
Clavatula perronii é uma espécie de gastrópode do gênero Clavatula, pertencente a família Clavatulidae.